# 바이욘 TV
바이욘 텔레비전(바이욘 TV; 크메르어: ទូរទស្សន៍បាយ័ន)은 캄보디아의 무료 방송 텔레비전 방송국이다. 바이욘 TV는 06:00부터 자정까지 방송한다.

## 역사
이 방송국은 1998년 1월 훈 센 총리의 장녀인 훈 마나가 설립했다. 캄보디아에서 두 번째 민영 텔레비전 방송국이자 최초의 UHF 채널(프놈펜의 채널 27)이었지만, 두 개의 VHF 중계소를 가지고 있었다. 이름은 자야바르만 7세 "바이욘"을 기리기 위해 선택되었으며, 로고로 브라흐마의 이미지를 사용한다.

## 브랜드

### 로고 역사
| 연도 | 설명                                                               |
| ---- | ------------------------------------------------------------------ |
| 1998 | 캄보디아 국기 색상의 타원형 안에 바이욘과 'បាយ័ន'이라는 단어가 있음. |

### 테마곡
- 캄보디아의 국가

## 같이 보기
- 캄보디아의 텔레비전 방송국 목록
- 캄보디아의 미디어